# La filanda/Un uomo in meno
La filanda/Un uomo in meno è un singolo di Milva, pubblicato dalla Ricordi nel 1971.

## La filanda
La filanda è la versione italiana di un successo della celebre cantante portoghese Amália Rodrigues (É ou não é di Alberto Janes), con cui Milva vinse la prestigiosa Gondola d'oro alla Mostra internazionale di musica leggera di Venezia nel 1972.
Il testo italiano è di Vito Pallavicini.
Il brano si rivelò un successo commerciale; toccò infatti la decima posizione dei singoli più venduti di quell'anno e risultò il quarantanovesimo singolo più venduto del biennio 1971/1972.
Dello stesso anno è la pubblicazione della versione tedesca intitolata Die Liebe auf den ersten Blick (L'amore al primo sguardo).
Il brano è stato inserito nell'album La filanda e altre storie del 1972.

## Un uomo in meno
Un uomo in meno è la canzone pubblicata sul lato B del singolo, adattamento italiano del brano francese Les Jardins De Marmaris, scritto in origine da André Popp e Jean-Claude Massoulier, con il testo italiano adattato da Luigi Albertelli, anch'essa pubblicata nell'album.

## Cover
Tra gli artisti ad aver inciso cover del brano si ricorda Gerardo Cilio.

## Edizioni
Il singolo è stato distribuito in Italia dall'etichetta Ricordi, con codice SRL 10651. Il singolo è stato distribuito anche in Francia, Svizzera, Canada e Portogallo.